# Биндер (Чад)
Биндер (фр. Binder) — город и супрефектура в Чаде, расположенный на территории региона Западное Майо-Кеби. Административный центр департамента Майо-Биндер.

## Географическое положение
Город находится в юго-западной части Чада, на левом берегу реки Майо-Биндер (приток реки Майо-Кеби), на высоте 335 метров над уровнем моря.
Биндер расположен на расстоянии приблизительно 242 километров к юго-юго-западу (SSW) от столицы страны Нджамены.

## Население
По данным официальной переписи 2009 года численность населения Биндера составляла 54 901 человек (26 636 мужчин и 28 265 женщин). Население супрефектуры по возрастному диапазону распределилось следующим образом: 49,4 % — жители младше 15 лет, 44,1 % — между 15 и 59 годами и 6,5 % — в возрасте 60 лет и старше.

## Транспорт
Ближайший аэропорт расположен в камерунском городе Каэле.